# Geschiedenis van het periodiek systeem

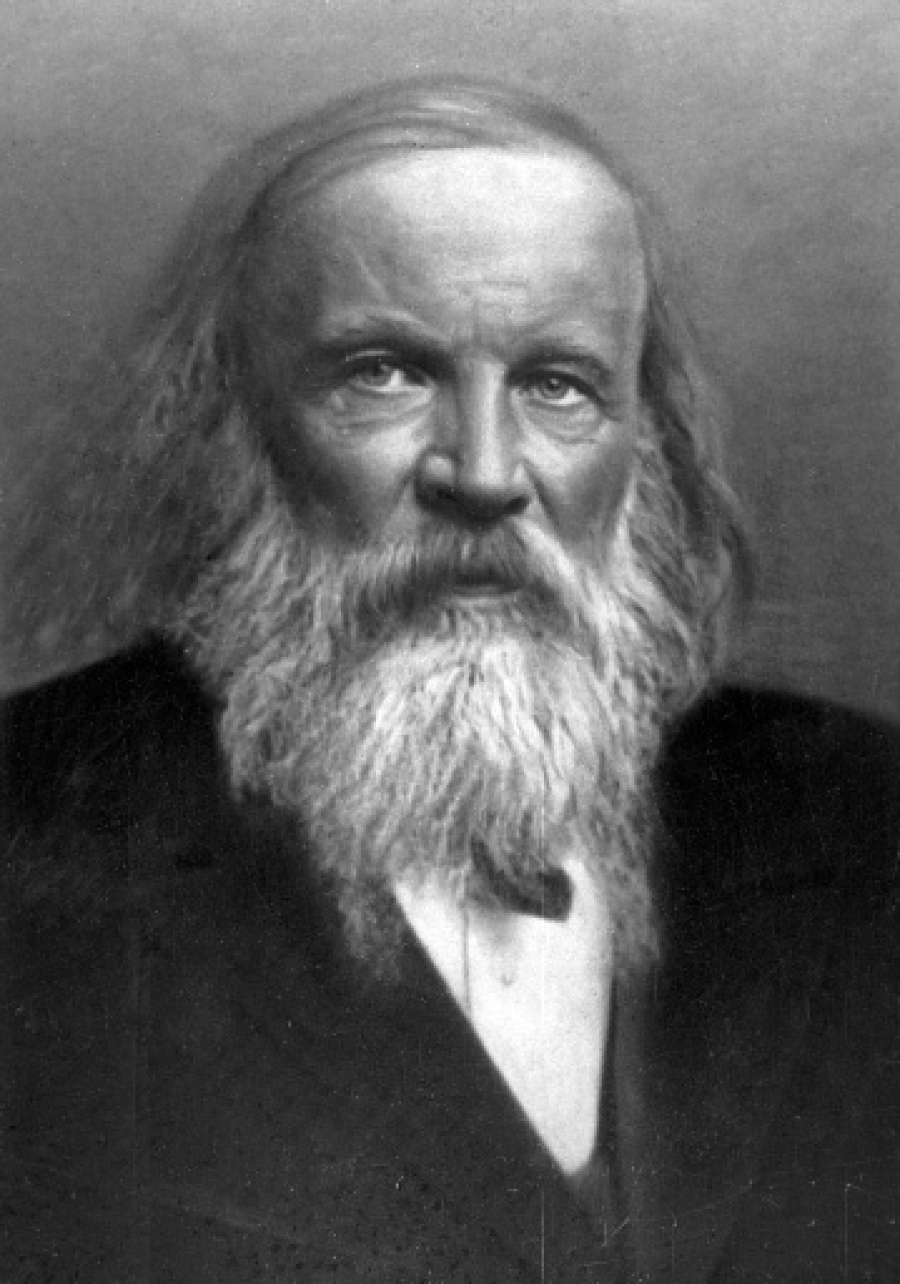
Dmitri Mendelejev

De geschiedenis van het periodiek systeem gaat niet zo heel ver terug, al zijn er al wel een hele tijd een aantal elementen bekend. Sommige elementen zoals goud, zilver, ijzer en koper zijn al heel lang bekend. Al in de prehistorie werden zij veelvuldig gebruikt. Het duurde echter tot 1669 voordat Hennig Brand een nieuw element ontdekte, fosfor. In de daaropvolgende tweehonderd jaren werden regelmatig onbekende elementen ontdekt en er werden steeds meer eigenschappen van de elementen bekend.

## Elementenreeksen
In 1817 merkte Johann Döbereiner op dat de atoommassa van het element strontium tussen dat van calcium en barium in lag. Verder hadden deze elementen overeenkomende eigenschappen. Twaalf jaar later was er een aantal van dit soort rijtjes bekend. Samen met de halogenen chloor, broom en jodium en de alkalimetalen lithium, natrium en kalium werden deze reeksen bekend als de wet van de triaden. Het element uit het midden van een triade had eigenschappen die het gemiddelde waren van de twee buitenste elementen.
Deze kijk op de elementen werd erg populair. Tussen 1829 en 1858 ontdekten enkele wetenschappers dat de onderlinge relaties niet beperkt bleven tussen de triaden. Het element fluor werd toegevoegd aan de halogenen en er werden nog meer van dit soort rijtjes gemaakt zoals zuurstof, zwavel, seleen en telluur én stikstof, fosfor, arseen, antimoon en bismut.

## De vorming van een periodiek systeem
Het duurde tot 1862 voordat de triaden en de daarop volgende rijtjes aan elkaar gekoppeld werden tot het eerste periodiek systeem namelijk de tellurische helix. De Franse geoloog Alexandre-Émile Béguyer de Chancourtois rangschikte de elementen in een cilindrische vorm naast elkaar op volgorde van atoommassa. Elementen met vergelijkbare eigenschappen verschenen daardoor onder elkaar. Later bleek zijn systeem naast elementen ook ionen en verbindingen te bevatten.
Een jaar later, in 1863, classificeerde de Britse chemicus John Newlands 56 elementen in 11 groepen gebaseerd op hun overeenkomstige eigenschappen. Daarbij merkte hij op dat eigenschappen van elementen regelmatig terugkeerden met tussenpozen van acht elementen. In 1864 publiceerde hij zijn tabel als de wet van de octaven (hierbij refererend aan de octaaf uit de muziek, met een interval van zeven). Hoewel deze octaafwet door veel van zijn tijdgenoten bespot werd, was er niemand die de wet onderuit kon halen.

## Tabel van Mendelejev
De Russische scheikundige Dmitri Mendelejev publiceerde in 1869 een periodieke tabel waarin de elementen niet alleen op atoommassa maar ook op eigenschappen waren gerangschikt. Onafhankelijk van Mendelejev ontwikkelde de Duitser Lothar Meyer gelijktijdig een tabel die veel overeenkomst vertoonde met de tabel van Mendelejev. Maar omdat Mendelejev zijn werk eerder publiceerde gaat de eer niet naar Meyer. 
Mendelejev ging bij het samenstellen van de tabel ervan uit dat wanneer de elementen volgens atoommassa worden gerangschikt, de overeenkomst in eigenschappen verklaard kan worden. Elementen met vergelijkbare eigenschappen zouden dan ofwel bijna gelijke atoommassa's moeten hebben, of periodiek in atoommassa moeten toenemen (zoals bij de triaden).

## Het opvullen van de gaten
Hoewel er later nog veel wijzigingen zijn aangebracht aan de tabel, wordt Mendelejev door velen als vader van het huidige periodieke systeem gezien. Zijn tabel vertoonde ook nog veel gaten die door later ontdekte elementen werden opgevuld (bijvoorbeeld scandium, gallium en germanium). Het opvallendst aan de tabel van Mendelejev is het volledig ontbreken van de edelgassen. William Ramsay plaatste in 1898 argon in een nieuwe groep tussen chloor en kalium. Deze groep werd bekend als de "nul" groep, vanwege de valentie nul van deze elementen. Op basis van de eigenschappen van helium en argon deed Ramsey voorspellingen over het toen nog onontdekte neon. 
In de 20e eeuw werden er mede dankzij de steeds beter wordende apparatuur meer eigenschappen van elementen bekend. Bijna alle gaten in Mendelejevs tabel werden opgevuld en er werden nieuwe relaties gevonden tussen de elementen die het bestaan van de tabel rechtvaardigden (bijvoorbeeld de schaal van Pauling en ionisatiepotentiaal). Veel overgebleven vragen werden beantwoord met het model van Niels Bohr. De laatste grote aanpassing vond plaats na de ontdekking van plutonium in 1940 en later alle andere transurane elementen door Glenn Seaborg. Hij plaatste de lanthanoïden en actinoïden in een apart blok. In 1951 kreeg Seaborg de Nobelprijs voor zijn werk.

## Evolutie tot hetPeriodiek systeem der elementen
Tot het einde van de 20e eeuw was het periodiek systeem ongestandaardiseerd. Wereldwijd werden niet overal dezelfde atoommassa's gebruikt en de naamgeving en nummering van de groepen was niet overal gelijk. Op het Amerikaanse continent werden romeinse cijfers (al dan niet voorzien van een "a" of "b") gebruikt voor de groepen, terwijl in Europa en veel andere delen van de wereld de nummers 1 tot en met 18 werden gebruikt. Om aan deze misstanden een einde te maken is door de IUPAC een periodiek systeem voorgesteld dat wereldwijd werd aanvaard. Omdat de massa van veel elementen regelmatig wordt aangepast (vaak gaat het om kleine wijzigingen ver achter de komma) worden er regelmatig nieuwe versies uitgegeven. Soms worden er nog nieuwe kunstmatig verkregen elementen aan toegevoegd. Erg vaak gebeurt dat echter niet omdat deze nieuwe elementen meestal zeer instabiel zijn en nauwelijks reproduceerbaar; dat is wel een vereiste om een element aan het periodiek systeem toe te kunnen voegen.